# Park Ji-sung
Park Ji-sung (박지성 [pakt͈ɕisʰʌŋ], ur. 25 lutego 1981 w Seulu) – południowokoreański piłkarz, który występował na pozycji pomocnika lub ofensywnego pomocnika.

## Kariera klubowa
Park pochodzi ze stolicy swojego kraju – Seulu. Swoją zawodową karierę piłkarską rozpoczął w 1999 roku w Myungji University. Przez jeden sezon tam spędzony nie wystąpił jednak w żadnym spotkaniu, więc przeniósł się do japońskiego Kyoto Purple Sanga. W pierwszym sezonie tam spędzonym zagrał tylko w 13 spotkaniach i strzelił 1 bramkę, jednak w następnym stał się podstawowym piłkarzem swojego klubu. W roku 2001 wraz ze swoim zespołem wygrał drugą dywizję J-League i został wybrany najlepszym graczem sezonu. Znalazł się także w najlepszej jedenastce. Rok później wygrał Puchar Cesarza, został jego najlepszym graczem i znów znalazł się w najlepszej jedenastce ligi.
W roku 2003 Park wraz ze swoim rodakiem, Lee Young-pyo przeszli do holenderskiego PSV Eindhoven. Jednak w pierwszym sezonie Park nie grał zbyt często natomiast Lee wychodził w podstawowym składzie. Rok później Park zaczął grać w pierwszym składzie, ponieważ Arjen Robben został kupiony przez Chelsea F.C. 4 maja 2005 Ji-sung strzelił bramkę w półfinałowym meczu Ligi Mistrzów z włoskim A.C. Milanem. PSV wygrało u siebie 3-1 jednak na wyjeździe przegrało 2-0 i AC Milan awansował do finału rozgrywek.
22 czerwca 2005 Park przeszedł za kwotę 4 mln funtów do angielskiego Manchesteru United. W ekipie Czerwonych Diabłów zadebiutował 9 sierpnia w meczu z DVSC Debreczyn. Swoją pierwszą bramkę zdobył 20 grudnia w wygranym 3-1 meczu z Birmingham City w ćwierćfinale Carling Cup. W sezonie 2005/06 był jednym z podstawowych piłkarzy swojego klubu. Od następnego sezonu zaczął jednak rzadziej występować. W tym czasie wraz z Manchesterem dwa razy został Mistrzem Anglii, jeden raz wicemistrzem, wygrał Puchar Ligi Angielskiej i Tarczę Wspólnoty. Park jednak nie wystąpił w wygranym w rzutach karnych 6-5 finałowym spotkaniu Ligi Mistrzów w sezonie 2007/08. W grudniu 2008 roku wraz ze swoją drużyną sięgnął po Klubowe Mistrzostwo Świata, zaś w marcu 2009 roku zdobył Puchar Ligi. Wystąpił także w przegranym przez United 0:2 finale Ligi Mistrzów 2008/2009 z Barceloną.
7 lipca 2012 podpisał trzyletni kontrakt z Queens Park Rangers F.C., które zapłaciło za Koreańczyka 2 miliony funtów.
W letnim okienku transferowym 2013 roku, po spadku QPR do Championship, Park Ji-Sung został wypożyczony do klubu PSV Eindhoven.
14 maja 2014 roku ogłosił zakończenie kariery z powodu kontuzji kolana.

## Statystyki kariery
| Klub               | Sezon              | Liga  | Liga | Puchar | Puchar | Puchar ligi | Puchar ligi | UEFA  | UEFA | Inne  | Inne | Razem | Razem |
| Klub               | Sezon              | Mecze | Gole | Mecze  | Gole   | Mecze       | Gole        | Mecze | Gole | Mecze | Gole | Mecze | Gole  |
| Kyoto Purple Sanga | 2000               | 13    | 1    | 1      | 0      | 2           | 0           | –     | –    | –     | –    | 16    | 1     |
| Kyoto Purple Sanga | 2001               | 38    | 3    | 1      | 0      | 1           | 0           | –     | –    | –     | –    | 40    | 3     |
| Kyoto Purple Sanga | 2002               | 25    | 7    | 4      | 1      | 0           | 0           | –     | –    | –     | –    | 29    | 8     |
| Kyoto Purple Sanga | Razem              | 76    | 11   | 6      | 1      | 3           | 0           | –     | –    | –     | –    | 85    | 12    |
| PSV Eindhoven      | 2002/03            | 8     | 0    | 0      | 0      | –           | –           | 0     | 0    | 0     | 0    | 8     | 0     |
| PSV Eindhoven      | 2003/04            | 28    | 6    | 1      | 0      | –           | –           | 10    | 0    | 1     | 0    | 40    | 6     |
| PSV Eindhoven      | 2004/05            | 28    | 7    | 3      | 2      | –           | –           | 13    | 2    | 0     | 0    | 44    | 11    |
| PSV Eindhoven      | Razem              | 64    | 13   | 4      | 2      | –           | –           | 23    | 2    | 1     | 0    | 92    | 17    |
| Manchester United  | 2005/06            | 34    | 1    | 2      | 0      | 3           | 1           | 6     | 0    | 0     | 0    | 45    | 2     |
| Manchester United  | 2006/07            | 14    | 5    | 5      | 0      | 0           | 0           | 1     | 0    | 0     | 0    | 20    | 5     |
| Manchester United  | 2007/08            | 12    | 1    | 2      | 0      | 0           | 0           | 4     | 0    | 0     | 0    | 18    | 1     |
| Manchester United  | 2008/09            | 25    | 2    | 3      | 1      | 1           | 0           | 9     | 1    | 2     | 0    | 40    | 4     |
| Manchester United  | 2009/10            | 17    | 3    | 0      | 0      | 2           | 0           | 6     | 1    | 1     | 0    | 26    | 4     |
| Manchester United  | 2010/11            | 15    | 5    | 1      | 0      | 2           | 2           | 9     | 1    | 1     | 0    | 28    | 8     |
| Manchester United  | 2011/12            | 9     | 2    | 0      | 0      | 3           | 0           | 4     | 0    | 0     | 0    | 16    | 2     |
| Manchester United  | Razem              | 126   | 19   | 13     | 1      | 11          | 3           | 39    | 3    | 4     | 0    | 193   | 26    |
| Łącznie w karierze | Łącznie w karierze | 266   | 43   | 23     | 4      | 14          | 3           | 62    | 5    | 5     | 0    | 370   | 55    |

Stan na 26 grudnia 2011.

## Kariera reprezentacyjna
Park w roku 2000 wraz z kadrą U-23 wystąpił na Igrzyskach Olimpijskich, które odbywały się w Sydney. W kadrze A Park zadebiutował w tym samym roku. Swojego pierwszego gola w kadrze strzelił 7 czerwca w wygranym 2-1 towarzyskim spotkaniu z Macedonią. W tym samym roku Guus Hiddink powołał go na Puchar Konfederacji. Na tym turnieju Korea Południowa nie zdołała wyjść ze swojej grupy zajmując w niej 3. miejsce a sam Park zagrał we wszystkich 3 spotkaniach swojej ekipy. Rok później znalazł się w 23-osobowym składzie na Mistrzostwa Świata w Piłce Nożnej 2002, odbywające się w Korei Południowej i Japonii. Na tej imprezie reprezentacja Korei Południowej zajęła 4. miejsce, a Ji-sung zagrał we wszystkich spotkaniach i strzelił 1 bramkę (w wygranym 1-0 meczu z Portugalią). 4 lata później Dick Advocaat powołał go na następny mundial. Reprezentacja Korei Południowej nie zdołała wyjść ze swojej grupy. Park zagrał we wszystkich spotkaniach i strzelił jednego gola (w zremisowanym 1-1 meczu z Francją). W 2010 roku na mundialu w RPA zdobył gola w wygranym 2-0 meczu z Grecją. W 2011 roku po odpadnięciu w półfinale Pucharu Azji, ogłosił koniec reprezentacyjnej kariery.

### Gole dla reprezentacji
Gole dla Korei Południowej podawane są w pierwszej kolejności
| #  | Data                 | Miejsce                    | Przeciwnik                   | Gol na | Wynik | Rozgrywki             |
| -- | -------------------- | -------------------------- | ---------------------------- | ------ | ----- | --------------------- |
| 1  | 7 czerwca 2000       | Teheran, Iran              | Macedonia Północna           | 2-0    | 2-1   | mecz towarzyski       |
| 2  | 21 maja 2002         | Sŏgwip'o, Korea Południowa | Anglia                       | 1-1    | 1-1   | mecz towarzyski       |
| 3  | 26 maja 2002         | Suwŏn, Korea Południowa    | Francja                      | 1-1    | 2-3   | mecz towarzyski       |
| 4  | 14 czerwca 2002      | Inczon, Korea Południowa   | Portugalia                   | 1-0    | 1-0   | MŚ 2002               |
| 5  | 8 czerwca 2005       | Kuwejt, Kuwejt             | Kuwejt                       | 4-0    | 4-0   | eliminacje do MŚ 2006 |
| 6  | 18 czerwca 2006      | Lipsk, Niemcy              | Francja                      | 1-1    | 1-1   | MŚ 2006               |
| 7  | 6 lutego 2008        | Seul, Korea Południowa     | Turkmenistan                 | 3-0    | 4-0   | Eliminacje do MŚ 2010 |
| 8  | 31 maja 2008         | Seul, Korea Południowa     | Jordania                     | 1-0    | 2-2   | Eliminacje do MŚ 2010 |
| 9  | 15 października 2008 | Seul, Korea Południowa     | Zjednoczone Emiraty Arabskie | 2-0    | 4-1   | Eliminacje do MŚ 2010 |
| 10 | 11 lutego 2009       | Teheran, Iran              | Iran                         | 1-1    | 1-1   | Eliminacje do MŚ 2010 |
| 11 | 17 czerwca 2009      | Seul, Korea Południowa     | Iran                         | 1-1    | 1-1   | Eliminacje do MŚ 2010 |
| 12 | 24 maja 2010         | Saitama, Japonia           | Japonia                      | 1-0    | 2-0   | mecz towarzyski       |
| 13 | 12 czerwca 2010      | Port Elizabeth, RPA        | Grecja                       | 2-0    | 2-0   | MŚ 2010               |